# アル・アンダルス＝アラビア語
アル・アンダルス＝アラビア語（アル・アンダルス＝アラビア語）は、中世にイスラム教の影響下にあったイベリア半島（アル＝アンダルス）において8世紀初頭から18世紀初頭にかけて使われた、アラビア語の一変種である。アラビア語アンダルシア方言、アラビア語アンダルス方言とも呼ばれる。
フスハーや、古い時期のマグリブ＝アラビア語が土台となっているが、後述するようにロマンス語の影響が強い。現在はほぼ完全な死語であるが、イベリア半島から逃れてきた人々の子孫がマグリブに居住しており、そのコミュニティでは細々と伝えられていること、またアンダルシアの伝統音楽では未だに使用されていることから、厳密には死語とはいえない。

## イベリアへのアラビア語の侵入
8世紀初頭にウマイヤ朝がイベリアを征服し、8世紀中ごろにイベリア半島全域を領土とする後ウマイヤ朝スペインが成立したことによって、アラビア語がイベリア半島に根付くこととなった。この時期にアラブ人支配層が使用していたアラビア語はフスハーであったと考えられている。

## アラビア語の変質とアル・アンダルス＝アラビア語の成立
当初イベリア半島に入植したムスリムの数は、アラビア人、ベルベル人合わせて40,000人前後であり、イベリア全体の人口比からして微々たる物であった。その後も新たな移民がマグリブから渡来したが、元々の住民との人口比の格差はなお大きかった。
初期の移民たちは多くがベルベル人の男性であり、土着の女性と通婚したため、その次の世代は母親の母語であるロマンス語と父方の母語であるベルベル語を聞いて育った。また、ムスリム支配層の言語であるアラビア語や、旧体制下での教養語であるラテン語を学ぶようになるため、彼等の使用するアラビア語は自然とアラブ人支配者の用いるフスハーとは違ったものとなった。
さらにイスラム体制が確立するにつれ、元々の住民もイスラム教に改宗したり、または改宗しないまでも文化的にアラブ化してアラビア語を使用するようになった。彼等の母語はロマンス語であるため、母語の干渉によって崩れたアラビア語が用いられることとなる。イスラム化の進展に伴い、アラビア語は第二言語として、そして遂には母語としてイベリア半島の住民の間に広まったが、その過程で蒙った変化は大きなものだった。更にマグリブからの新たな移民は、フスハーが崩れたマグリブ＝アラビア語を持ち込んだので、この言語変化は更に加速した。
こうして数世代を経ないうちに、ラテン語やロマンス語を初めとする諸々の言語の影響を強く受けた、独特のアル・アンダルス＝アラビア語が成立した。

## アル・アンダルス＝アラビア語とロマンス語との相互交流
前述の経緯から、アルアンダルスでは他とは異なる変性をしたアラビア語が用いられるようになり、純粋なフスハーは保たれなかった。アラブ人支配層も時と共に土着住民と混血し、その言語もロマンス語やラテン語の影響を免れ得なかった。またアル・アンダルス＝アラビア語は、上層言語としてイベリア半島全体のロマンス語に語彙・語法の面で非常に強い影響を与えることによって、モサラベ語を生み出した。その影響は現在のカスティーリャ語やポルトガル語にもつながっている。

## 最末期におけるアル・アンダルス＝アラビア語
レコンキスタの進展に伴い、イスラム教国は次々と崩壊し、遂にはグラナダ一国を残すのみとなった。アラビア語はグラナダ王国の住民やその周辺の南部イベリアで引き続き広く使用されたが、イスラム教徒の中にも日常生活ではモサラベ語のようなロマンス語を使用するものが多く、アラビア語母語話者はグラナダ王国においてさえ必ずしも多数派ではなかった。またこの時期のアラビア語は、長年のロマンス語との接触の結果、非常に多くのロマンス語語彙やロマンス式語法を含んでおり、純正なフスハーからはもはや程遠かったと記録されている。
グラナダ陥落後も、アラビア語はムスリムたちの母語として、または第二言語として用いられたが、遅くとも18世紀には実用言語としての命脈を絶った。現在ではアンダルシア、ムルシアの伝統音楽の中で使用されるのみである。
詳細な区分としては、グラナダ王国期のアラビア語は、グラナダ王国で使用されたグラナダ＝アラビア語と、それ以外の地域のムデハル（イベリア半島に残留したムスリム）たちが使用したムデハル＝アラビア語に分かれる。両者の差異はさほど大きくなく、共にロマンス語に極めて大きく侵食されたアラビア語である。レコンキスタ完了後にモリスコによって使用されたアラビア語を特に取り上げる際は、モリスコ＝アラビア語という名称が使われる。

## マグリブに逃れた人々のアル・アンダルス＝アラビア語
イベリア半島においてこの言語は事実上完全な死語となったが、イベリア系ムスリムが多く逃れたマグリブなどでは、現在でもマグリブ＝アラビア語に交じって細々とアル・アンダルス＝アラビア語が使用されている。現在のアル・アンダルス＝アラビア語はマグリブ＝アラビア語の影響が強くなり、脱ロマンス化されている。

## 正書法
基本的にアラビア文字で記されたが、フスハーとの乖離が大きくなるにつれ、補助記号付きの文字などを使った独自の表記法が確立されていった。しかし根拠地であるイベリア半島から放逐された現在では、再び数多くのアーンミーヤの内の1つに戻っており、正書法は存在しない。

## マルタ＝アラビア語との比較
マルタ＝アラビア語（マルタ語）は、マグリブ＝アラビア語の一種であるシチリア＝アラビア語を基礎とし、ロマンス語の単語・語法が数多く混入した言語である。元々の言語の出自もたどった変化も、アル・アンダルス＝アラビア語と極めて類似していることから、中世イベリアで使われた本来のアル・アンダルス＝アラビア語を復元する際の大きな参考とされている。